# Mueller-Gletscher
Der Mueller-Gletscher ist ein Talgletscher in den Neuseeländischen Alpen auf der Südinsel von Neuseeland. Er beginnt im Talkessel des 2746 m hohen Mount Burns und zieht sich entlang der Sealy Range nach Nordosten. An den umgebenden Bergflanken hängen mehrere Hanggletscher. Die Gletscherzunge endet an dem Mueller Lake unweit des Abflusses des von Norden kommenden Hooker-Gletschers. Der Mueller Lake entwässert über den Hooker River, der nach 6 km in den Tasman River mündet.
Nahe dem Gletschersee liegt Mount Cook Village, welches über den New Zealand State Highway 80 angebunden ist. Zudem verlaufen hier verschiedene Wanderwege.
Der Gletscher wurde 1862 durch Julius von Haast nach dem deutsch-australischen Botaniker Ferdinand von Mueller benannt.